# Hyacinthe Cartuyvels (1849-1897)
Ne doit pas être confondu avec Hyacinthe Cartuyvels (1805-1890).
Pour les articles homonymes, voir Cartuyvels.
Hyacinthe Eugène Joseph Cartuyvels, né le 5 novembre 1849 à Lens-Saint-Remy et mort le 9 août 1897 aux Waleffes, est un homme politique belge membre du parti catholique.

## Biographie
Hyacinthe Cartuyvels est diplômé en sciences politiques, économiques et sociales. Industriel, il est administrateur de la S.A. du Grès Ransome (1876-1878), président de la Section de Hannut et Mehaigne de la Société agricole de l'Est de la Belgique (1886-1889) et membre du CG de la commission provinciale de l'Agriculture de Liège.
Il est élu député de l'arrondissement Huy-Waremme (8 juin 1886 - 9 août 1897).

## Généalogie
- Il est le fils d'Eugène Cartuyvels, frère de Hyacinthe Cartuyvels (1805-1890).
- Il a épousé Camille Doviller.

## Sources
- H. MOREAU, Hyacinthe Cartuyvels, dans Les Gens de robe liégeois et la révolution belge, Liège, G. Thone, 1930, pp. 309–310
- Joseph DEMARTEAU, Liégeois d’il y a cent ans, Luik, 1951.
- Vingt-cinq années de gouvernement, 1884-1909. Le parti catholique belge et son œuvre, Bruxelles, 1910.
- Bio sur ODIS

- Ressource relative à plusieurs domaines :   - ODIS
- Notice dans un dictionnaire ou une encyclopédie généraliste :   - Biographie nationale de Belgique

## Documents
Son faire-part de décès est conservé au Cabinet des manuscrits de la Bibliothèque royale de Belgique sous la cote KBR III 1876/XIV/214 Mss.